# ترنح (علم الفلك)

الدوران بالأخضر، والمبادرة بالأزرق و الترنح بالأحمر

في علم الفلك، التَرَنُّح أو التَهَوُّم أو التَمَايُل هي ظاهرة تسبب تغير اتجاه محور دوران الجرم الفلكي مع مرور الوقت. ينتج عن قوى الجاذبية للأجرام القريبة الأخرى التي تؤثر على الجرم الدوار. على الرغم من أن المبادرة المحورية ناتجة عن نفس التأثير الفعال خلال نطاقات زمنية مختلفة، عادةً ما يميز الفلكيون بينهما، إذ تشير المبادرة المحورية إلى التغير الثابت طويل الأجل في محور الدوران، في حين أن الترنح هو تأثير مشترك لتغيرات مماثلة قصيرة الاجل. 
أحد الأمثلة على المبادرة المحورية والترنح هو تغير اتجاه محور دوران الأرض مع مرور الوقت. هذا مهم، لأن الإطار المرجعي الأكثر استخدامًا لقياس مواضع الأجرام الفلكية هو خط الاستواء الأرضي – المعروف باسم نظام الإحداثيات الاستوائية. يؤدي تأثير المبادرة المحورية والترنح إلى تغيير هذا الإطار المرجعي بمرور الوقت، بالنسبة لإطار ثابت اعتباطي.
الترنح هي إحدى التصحيحات التي يجب تطبيقها لتحديد الموضع الظاهري للأجرام الفلكية. عند حساب موضع جرم ما، يُعبر عنه مبدئيًا بالنسبة إلى الاعتدال المتوسط وخط الاستواء - المحددان وفقًا لاتجاه محور الأرض في تاريخ محدد، مع مراعاة المبادرة المحورية، ولكن ليس التأثير الأقصر أجلًا للترنح. بعد ذلك، من الضروري إجراء تصحيح إضافي لمراعاة تأثير الترنح، وبعد ذلك يُحدد الموضع نسبةً إلى الاعتدال الحقيقي وخط الاستواء.
نظرًا لأن الحركات الديناميكية للكواكب معروفة جيدًا، يمكن حساب ترنحها بدقة تصل إلى حدود ثواني قوسية على مدى عدة عقود. هناك اضطراب آخر لدوران الأرض يُعرف باسم الحركة القطبية ويمكن تقديره لبضعة أشهر فقط في المستقبل لأنه يتأثر بعوامل غير متوقعة ومتغيرة بسرعة مثل تيارات المحيط وأنظمة الرياح والحركات المفترضة في اللب الخارجي للأرض المكون من الحديد والنيكل.

## ترنح محور الأرض

### الأسباب
تحدث المبادرة المحورية والترنح بشكل أساسي بسبب تأثير قوتي جاذبية القمر والشمس على شكل الأرض غير الكروي. تنتج المبادرة المحورية عن تأثير القوتين المتوسطين على مدى فترة زمنية طويلة جدًا، وعزم القصور الذاتي المتغير بمرور الوقت (إذا كان الجسم غير متماثل حول محور دورانه الرئيسي، سيتغير عزم القصور الذاتي مع الوقت بالنسبة لكل اتجاه إحداثي، مع الحفاظ على الزخم الزاوي)، ولها مقياس زمني يبلغ نحو 26000 سنة. يحدث الترنح لأن قوتي جاذبية الشمس والقمر ليستا ثابتتين، إذ تختلفان مع دوران الأرض حول الشمس، ودوران القمر حول الأرض. بشكل أساسي، هناك أيضًا عزم الدوران من الكواكب الأخرى الذي ينتج المبادرة الكوكبية التي تساهم بنحو 2% من المبادرة الكلية. يحدث التذبذب (الترنح) نتيحة الاختلافات الدورية في عزم الدوران الشمس والقمر. يمكنكم اعتبار المبادرة حركةً متوسطة، في حين أن الترنح هو الحركة اللحظية.

## نظرة تاريخية
اكتُشف الترنح من قبل «جيمس برادلي» بعد إجرائه سلسلةً من عمليات الرصد للنجوم بين عامي 1727 و1747. كانت هذه العمليات الرصدية تهدف في الأصل إلى إثبات وجود الزيغ الضوئي السنوي بشكل قاطع، وهي ظاهرة اكتشفها برادلي بشكل غير متوقع في بين عامي 1725 و1726. مع ذلك، كانت هناك بعض التناقضات المتبقية في مواقع النجوم التي لم تفسرها ظاهرة الزيغ الضوئي، واشتبه برادلي في أن سببها يعود إلى ترنح يحدث خلال فترة دوران عقد مدار القمر الممتدة لـ 18.6 عامًا. جرى تأكيد ذلك خلال سلسلة رصد برادلي التي استمرت 20 عامًا، التي اكتشف فيها أن القطب السماوي تحرك في مسار اهليجي مفلطح قليلًا ذي محورين يعادل طولهما 18 و16 ثانية قوسية حول موضعه المتوسط. 
على الرغم من أن عمليات برادلي الرصدية أثبتت وجود الترنح وأنه فهم حدسيًا أن سببها هو تاثير القمر على الأرض الدوارة، فقد تُرك الأمر لعالمي الرياضيات اللاحقين، «دالمبير» و«أويلر»، لتطوير تفسير نظري أكثر تفصيلًا لهذه الظاهرة. 